# Вікідані
Wikidata (укр. Вікідані) — загальне централізоване сховище для різних типів даних, як-от інтервікі-посилання, метричні параметри, кількісні параметри (наприклад, чисельність населення) та будь-яка статистична верифікована інформація, що може бути використана на сторінках проєктів фонду Wikimedia. Розробка проєкту розпочата на Wikimedia Deutschland. Проєкт запущений 30 жовтня 2012 року, що дало йому змогу стати першим новим проєктом Wikimedia Foundation з 2006 року.
Створення проєкту було профінансовано за рахунок пожертвувань Allen Institute for Artificial Intelligence, Gordon and Betty Moore Foundation і Google Inc на загальну суму €1,3 мільйона.

## Історія
Реалізація проєкту була розбита на три етапи:
- Фаза 1 — підтримка централізованого зберігання інтервікі-посилань (реалізована в березні 2013 р.[10])
- Фаза 2 — елементи бази знань у вигляді підтримки довільних тверджень про об'єкт статті (запущено в лютому 2013 року з деякими обмеженнями на типи значень, що вводяться; можливість використовувати у статтях інформацію з вікіданих була активована для всіх розділів Вікіпедії у квітні 2013 р.[11])
- Фаза 3 — підтримка довільних пошукових запитів з можливістю використовувати їхні результати для автоматичного оновлення різних списків у статтях Вікіпедії (у розробці)

23 серпня проєкт Wikidata перетнув позначку в 1 мільярд редагувань. Однією з причин стало те, що додавання кожного елемента до Вікіданих рахується як окреме редагування, а також велика кількість інструментів для автоматизації збору даних для проєкту.

## Додаткові посилання
- Denny Vrandečić, Markus Krötzsch: Wikidata: A Free Collaborative Knowledge Base [Архівовано 29 серпня 2017 у Wayback Machine.]. Communications of the ACM. ACM. 2014 (preprint).
- Claudia Müller-Birn, Benjamin Karran, Janette Lehmann, Markus Luczak-Rösch: Peer-production system or collaborative ontology development effort: What is Wikidata? [Архівовано 15 серпня 2017 у Wayback Machine.] In, OpenSym 2015 — Conference on Open Collaboration, San Francisco, US, 19 — 21 Aug 2015 (preprint).